# Distrito de Tomepampa

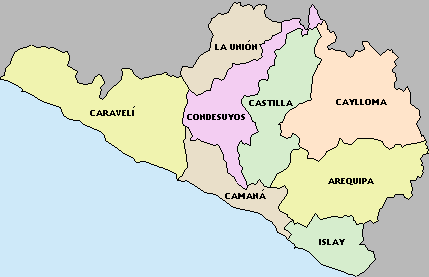
Provincias de Arequipa

El distrito de Tomepampa es uno de los once distritos que conforman la provincia de La Unión en el Departamento de Arequipa, bajo la administración del Gobierno regional de Arequipa, en el sur del Perú.
Desde el punto de vista jerárquico de la Iglesia católica forma parte de la Prelatura de Chuquibamba en la Arquidiócesis de Arequipa.

## Historia
Tomepampa, proviene de dos voces collas puma tampu "lugar donde los pumas toman agua", denominación dada por el inca Mayta Capac en su avance al sector ahora denominado Arequipa (are kipay o "aquí me quedo" según crónica de Inca Garcilaso de la Vega).
Tomepampa fue fundado el 12 de octubre de 1586 por un grupo de colonos españoles que se asentaron en este lugar.
El distrito fue creado mediante Decreto del 4 de mayo de 1835, en el gobierno del Presidente Luis José de Orbegoso y Moncada.

## Geografía
La capital se encuentra situada a 2 700 m s. n. m. y sus habitantes emplean dos idiomas: Castellano y quechua (sureño). El distrito fue creado el 4 de mayo de 1835.

## Anexos y caseríos
- Anexo de Achambi: Localizado a 2 horas a pie del pueblo de Tomepampa.
- Anexo de Locrahuanca
- Asillo
- Aranjuez
- Huayhuanca
- Incacancha
- Malpaso
- San Juan
- Umampampa
- Ocppe

## Autoridades

### Municipales
- 2011-2014[3]
  - Alcalde: Francisco Paul Hinojosa Solís, del Partido Acción Popular (AP).
  - Regidores: Edwin Edgar Vásquez Vásquez (AP), Miguel Ángel Benavides Aroni (AP), Elsa Pacita Ccaso Rodríguez (AP), Javier Quispe Zúñiga (AP), Dalmer Ramiro Chirinos García (APRA).
- 2007-2010
  - Alcalde: Francisco Paul Hinojosa Solís, del Partido Acción Popular (AP).

### Religiosas
- Obispo Prelado: Mons. Mario Busquets Jordá.

## Festividades
- San Isidro 8 de junio en Locrahuanca
- San Juan 24 de junio en Tomepampa
- Santo Domingo 6 de agosto en Achambi
- Virgen del Rosario, 8 de octubre, en Tomepampa. Fiesta central del distrito, corridas de toros, música típica hasta el amanecer.